# 2. ceremonia wręczenia nagród David di Donatello
2. ceremonia wręczenia włoskich nagród filmowych David di Donatello – odbyła się 3 sierpnia 1957 w antycznym Teatrze greckim w Taorminie.

## Laureaci
Laureaci nagród wyróżnieni są wytłuszczeniem.

### Najlepszy reżyser
- Federico Fellini – Noce Cabirii (tytuł oryg. Le notti di Cabiria)

### Najlepszy producent
- Dino De Laurentiis – Noce Cabirii (tytuł oryg. Le notti di Cabiria)
- Renato Gualino – Imperium słońca (tytuł oryg. L’impero del sole)

### Najlepszy aktor zagraniczny
- Laurence Olivier – Ryszard III (tytuł oryg. Richard III)

### Najlepsza aktorka zagraniczna
- Ingrid Bergman – Anastazja (tytuł oryg. Anastasia)

### Najlepszy producent zagraniczny
- Jack Warner – Olbrzym (tytuł oryg. Giant)
- Laurence Olivier – Ryszard III (tytuł oryg. Richard III)

### Nagroda Targa d’oro
- Alberto Ancillotto
- Alberto Lattuada

### Nagroda Targa d’argento
- Vittorio De Seta

### David d’argento
- Antonio Petrucci